# Piet Engels
Peter Joseph (Piet) Engels (Terwinselen, 25 september 1923 – Leeuwarden, 13 april 1994) was een Nederlands politicus.
Engels was een Fries KVP-politicus aan wiens zachte 'g' te horen was dat hij in Limburg was opgegroeid. Hij sprak als Tweede Kamerlid vooral over maatschappelijk werk, onderwijs en de problematiek van jongerenwerkloosheid. Toen hij gevraagd werd als minister van CRM in het kabinet-Biesheuvel I adviseerde Marga Klompé hem het niet te doen, omdat hij in Leeuwarden bleef wonen. Hij deed het toch en accepteerde niet de antirevolutionaire Hannie van Leeuwen als staatssecretaris, maar wel de nog dominantere VVD'er Henk Vonhoff.
Nadat zijn politieke carrière deels wegens gezondheidsproblemen ten einde kwam, richtte hij zich voornamelijk op zijn gezin. Toch bleef hij actief op het gebied van maatschappelijk werk door tot het eind van zijn bestaan steun te bieden aan verschillende lokale organisaties.

## W.F. Hermans
Op 23 december 1972 liet Engels de schrijver Willem Frederik Hermans per brief weten dat deze de P.C. Hooft-prijs 1971 was toegekend. Tien dagen later bleek dat de prijs niet 18.000 gulden bedroeg, zoals in de brief stond, maar 8000 gulden. Hierop weigerde Hermans de prijs, omdat hij niet bekroond wenste te worden 'door een minister wiens handtekening van de ene op de andere dag 10.000 gulden in waarde daalt'.

## VPRO-discussie
Begin jaren zeventig werd Engels' ministerie betrokken in de controverse die ontstond over de grensverleggende programma's die de VPRO toen uitzond, waaronder De Fred Haché Show. In deze shows, in totaal slechts een stuk of vijf, werd een absurdistische vorm van humor gehanteerd en werd gebroken met alle normen die tot dan toe de Nederlandse televisie beheersten: er werd voluit gevloekt, er traden naakte danseressen op, mensen lieten winden, trapten in hondenpoep en meer van dergelijke zaken. Toen ten slotte een parodie werd uitgezonden op de toenmalige koningin Juliana was de maat vol en werd in de Tweede Kamer gevraagd om op te treden tegen de omroeporganisatie, bijvoorbeeld door deze zendtijd te ontnemen. Zo ver kwam het niet; de omroep werd wel ontboden op het departement en had een gesprek met minister Engels, maar Engels besloot verder geen stappen te ondernemen. De VPRO ging later ook door met dergelijke programma's (onder andere titels). 
- Biografisch Portaal: 26363517
- Nederlandse Thesaurus van Auteursnamen: 06943042X
- Parlement.com: vg09ll0hhuy9
- Virtual International Authority File: 285014207
- WorldCat: E39PBJwX9WmJJwMXCjjyDHB3wC